# Habrotrocha colliflectens
Habrotrocha colliflectens är en hjuldjursart som beskrevs av Bartoš 1944. Habrotrocha colliflectens ingår i släktet Habrotrocha och familjen Habrotrochidae. Inga underarter finns listade i Catalogue of Life.